# Birchwood (Wisconsin)
Birchwood es una villa ubicada en el condado de Washburn en el estado estadounidense de Wisconsin. En el Censo de 2010 tenía una población de 442 habitantes y una densidad poblacional de 135,77 personas por km².

## Geografía
Birchwood se encuentra ubicada en las coordenadas 45°39′27″N 91°33′3″O / 45.65750, -91.55083. Según la Oficina del Censo de los Estados Unidos, Birchwood tiene una superficie total de 3.26 km², de la cual 2.81 km² corresponden a tierra firme y (13.6%) 0.44 km² es agua.

## Demografía
Según el censo de 2010, había 442 personas residiendo en Birchwood. La densidad de población era de 135,77 hab./km². De los 442 habitantes, Birchwood estaba compuesto por el 98.19% blancos, el 0.23% eran afroamericanos, el 1.13% eran amerindios, el 0% eran asiáticos, el 0% eran isleños del Pacífico, el 0% eran de otras razas y el 0.45% pertenecían a dos o más razas. Del total de la población el 1.13% eran hispanos o latinos de cualquier raza.